# Sybra dorsatoides
Sybra dorsatoides là một loài bọ cánh cứng trong họ Cerambycidae.